# 白楽天山

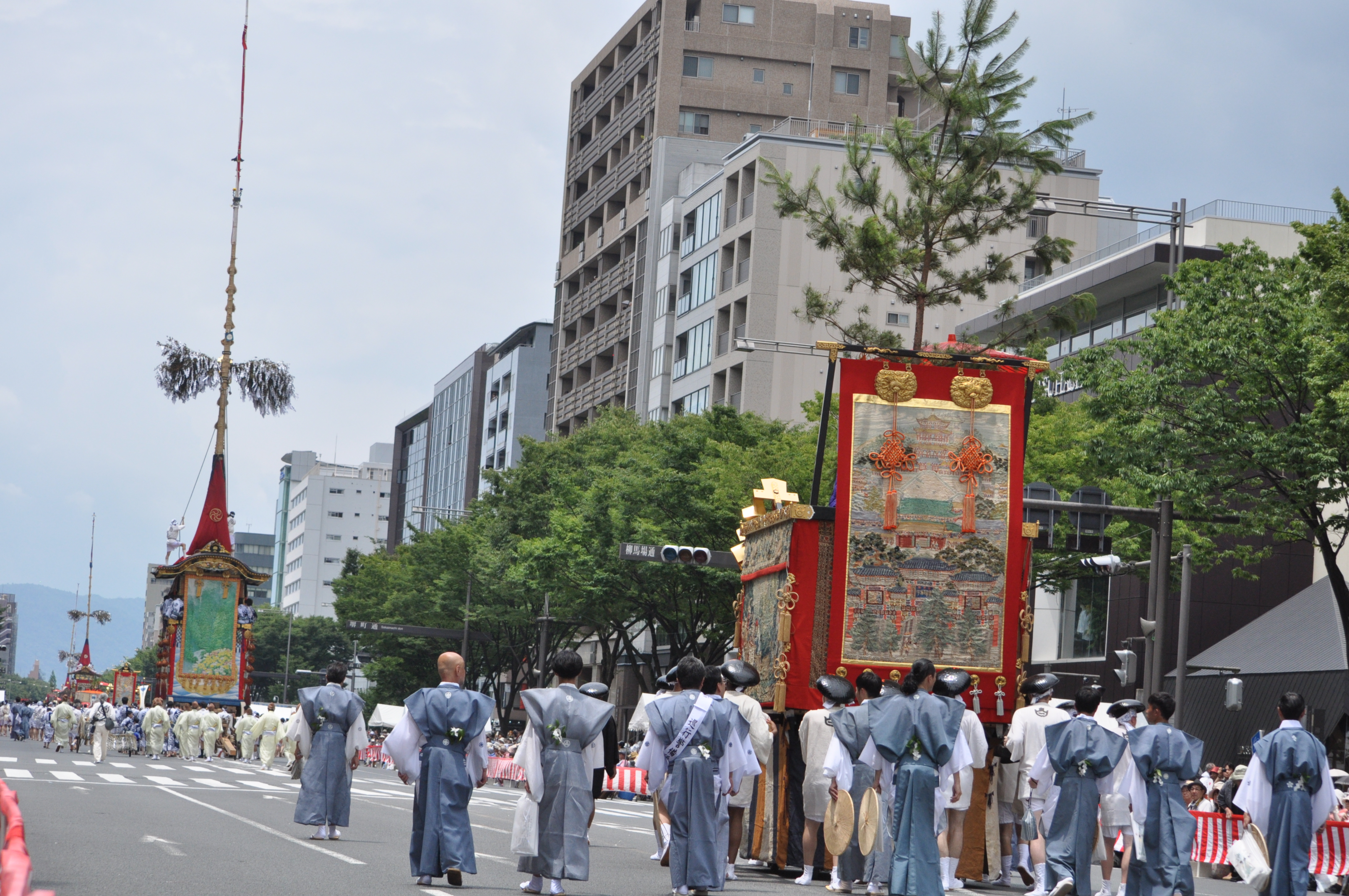
白楽天山

白楽天山（はくらくてんやま）は、祇園祭先祭の山の一つ。下京区室町綾小路通下ル白楽天町に位置する。

## 概要
白楽天山は唐の詩人・白楽天が松の上に住む僧・道林禅師に仏法を問に来る場面を取材し、その様子を山にしたもの。